# Anarmodia pallidicostalis
Anarmodia pallidicostalis is een vlinder uit de familie van de grasmotten (Crambidae), uit de onderfamilie van de Spilomelinae. De wetenschappelijke naam van deze soort is voor het eerst voorgesteld door Paul Dognin in een publicatie uit 1903.
De soort komt voor in Ecuador.